# Eugongylus
Eugongylus – rodzaj jaszczurek z podrodziny Lygosominae w obrębie rodziny scynkowatych (Scincidae).

## Rozmieszczenie geograficzne
Rodzaj obejmuje gatunki występujące w Indonezji, na Nowej Gwinei, w Australii, Wyspach Salomona, Wyspach Admiralicji, Nowej Brytanii, Nowej Irlandii i Mikronezji.

## Systematyka
Rodzaj nazwał w 1843 roku austriacki zoolog Leopold Fitzinger w publikacji własnego autorstwa zatytułowanej Systematyka gadów. Pierwszy pakiet, Amblyglossae. Gatunkiem typowym jest (oryginalne oznaczenie) E. rufescens.

### Etymologia
Eugongylus: gr. ευ eu ‘dobrze, typowy, miły’; rodzaj Gongylus Wagler, 1830.

### Podział systematyczny
Do rodzaju należą następujące gatunki: 
- Eugongylus albofasciolatus (Günther, 1872)
- Eugongylus mentovarius (Boettger, 1895)
- Eugongylus rufescens (Shaw, 1802)
- Eugongylus sulaensis (Kopstein, 1927)
- Eugongylus unilineatus (de Rooij, 1915)